# Industriepark Höchst

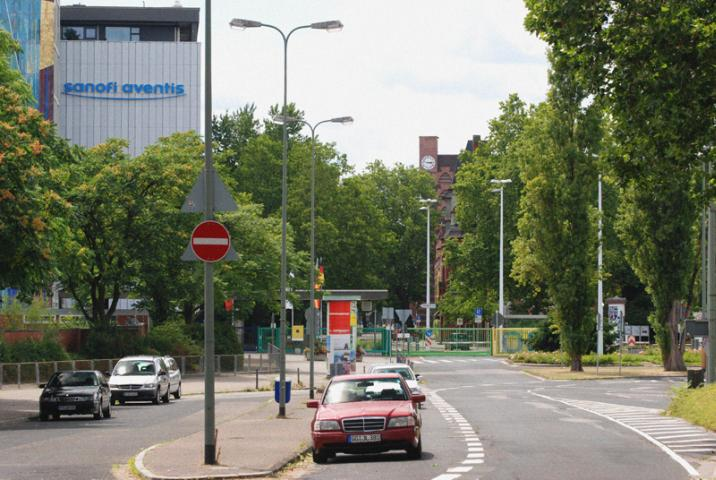
Tor Ost des Industrieparks mit dem Sanofi-Aventis-Logo

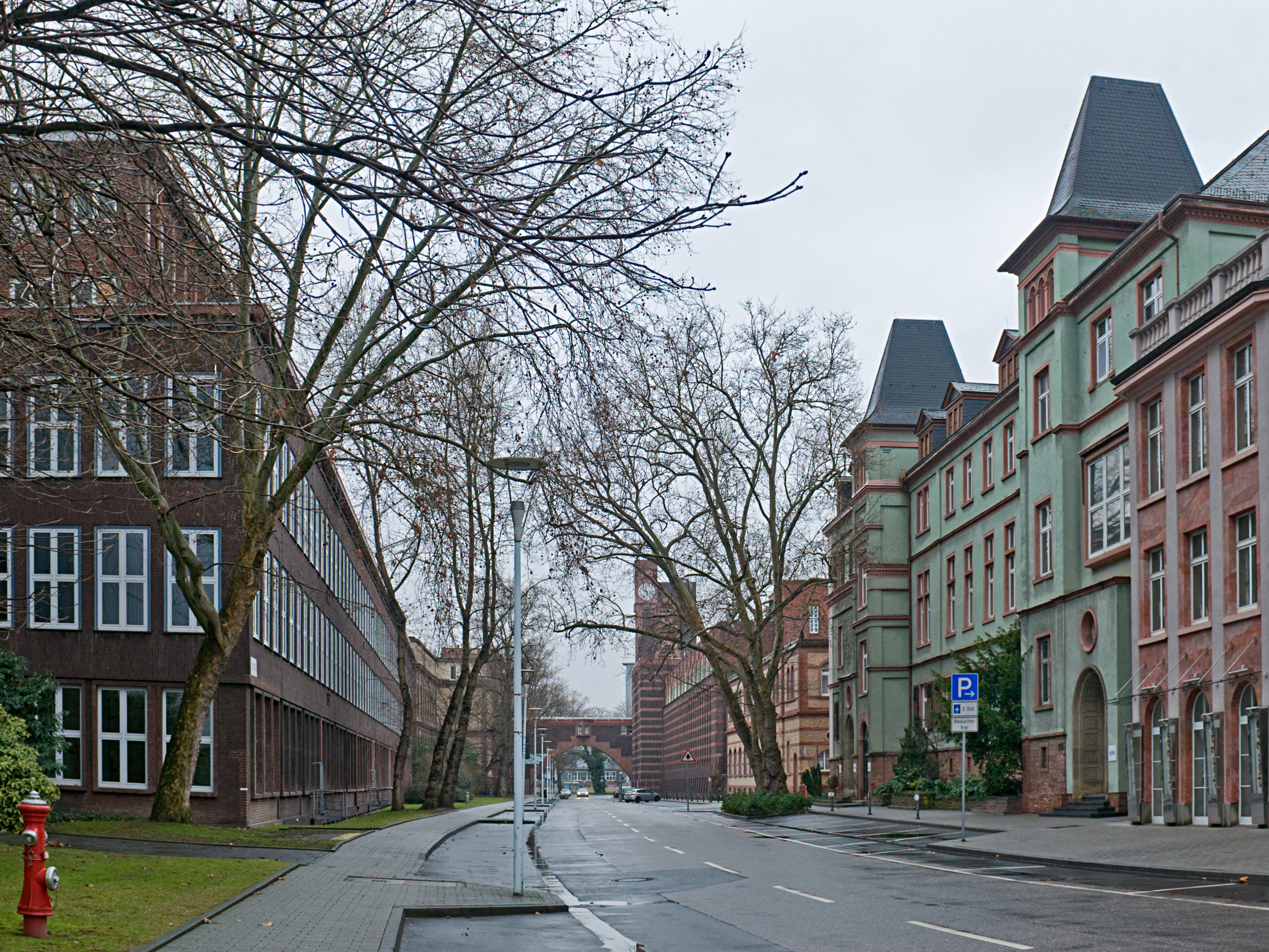
Blick von Osten in die Brüningstraße im Industriepark

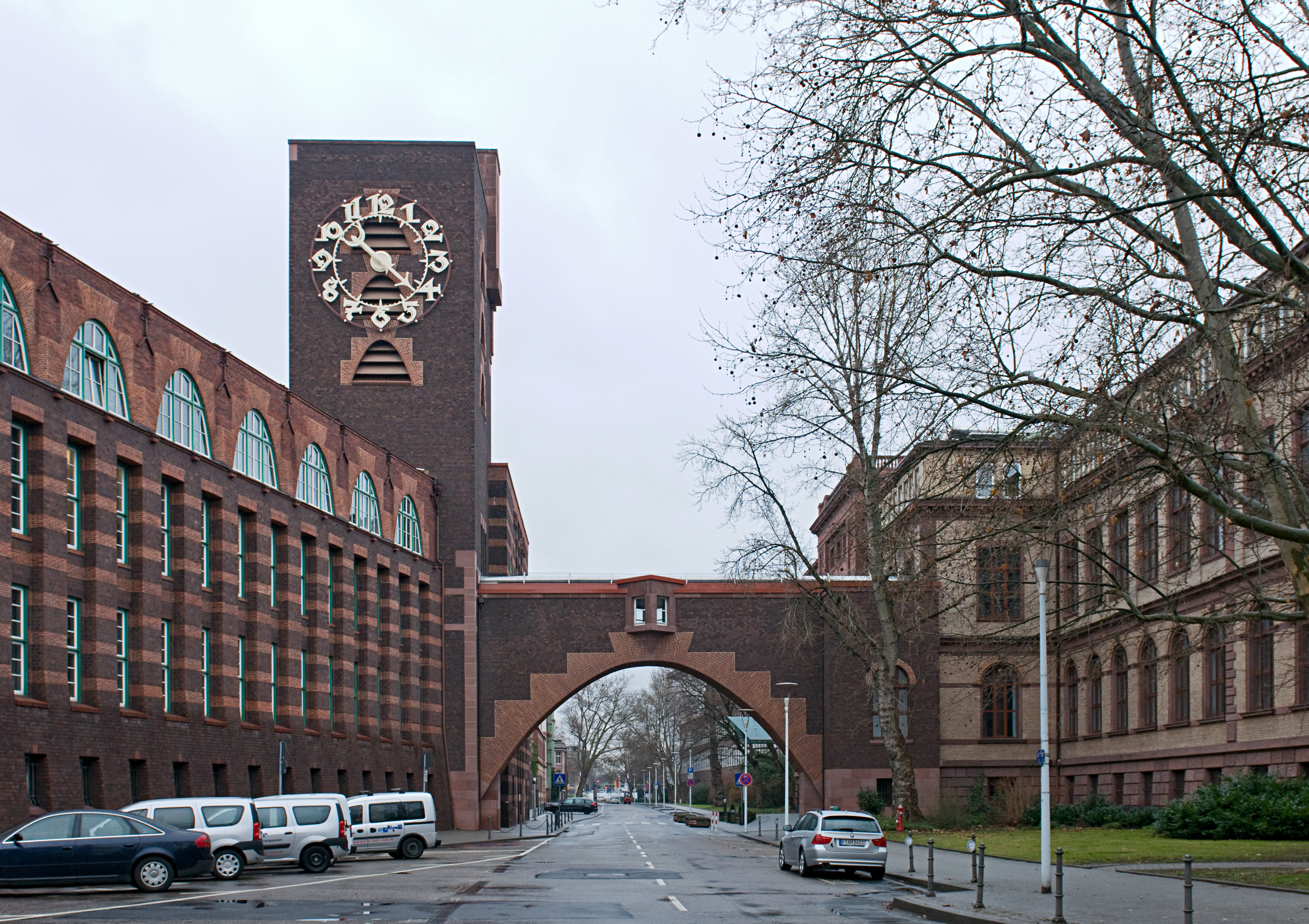
Das ehemalige Technische Verwaltungsgebäude der Hoechst AG

Der Industriepark Höchst ist das etwa vier Quadratkilometer große Werksgelände der ehemaligen Farbwerke Hoechst AG und einer der größten Industrieparks in Deutschland. Er liegt in den Frankfurter Stadtteilen Höchst, Sindlingen und Schwanheim sowie mit seinem südwestlichen Teil in der Gemarkung Kelsterbach und wird vom Main durchflossen.
Zwei Brücken, die Werksbrücke Mitte und die Werksbrücke West, verbinden den nördlichen mit dem südlichen Werksteil. Der Industriepark Höchst hat eine eigene Postleitzahl 65926, die ursprünglich für die Hoechst AG im Jahr 1993 vergeben worden war.

## Entwicklung
Der Industriepark Höchst ist einer der größten Chemie- und Pharmastandorte Europas. Seit der Aufgliederung der Hoechst AG 1998 betreibt ihn die Firma Infraserv Höchst. Sie bietet den ansässigen Unternehmen Industriedienstleistungen wie Energien, Entsorgungs- und Sicherheitsleistungen oder Facilitymanagement an. Tochterfirmen wie Infraserv Logistics oder Provadis ergänzen das Portfolio um Logistik- und Aus- und Weiterbildungleistungen. Der Industrieparkbetreiber ist nicht zuletzt für die Gefahrenabwehr verantwortlich. Er unterhält deshalb auch eine eigene Werkfeuerwehr und ein medizinisches Versorgungszentrum, das Arbeitsmedizinische Zentrum.
Im Industriepark Höchst wurden seit 2000 über 8 Milliarden. Euro investiert. Die Zahl der Unternehmen im Industriepark stieg seit 1997 von etwa 40 auf über 90. Größter Investor und größtes Einzelunternehmen am Standort ist Sanofi. Die Zahl der Arbeitsplätze stieg von ca. 19.000 Ende der 90er Jahre auf ca. 20.000 seit dem Jahr 2005.

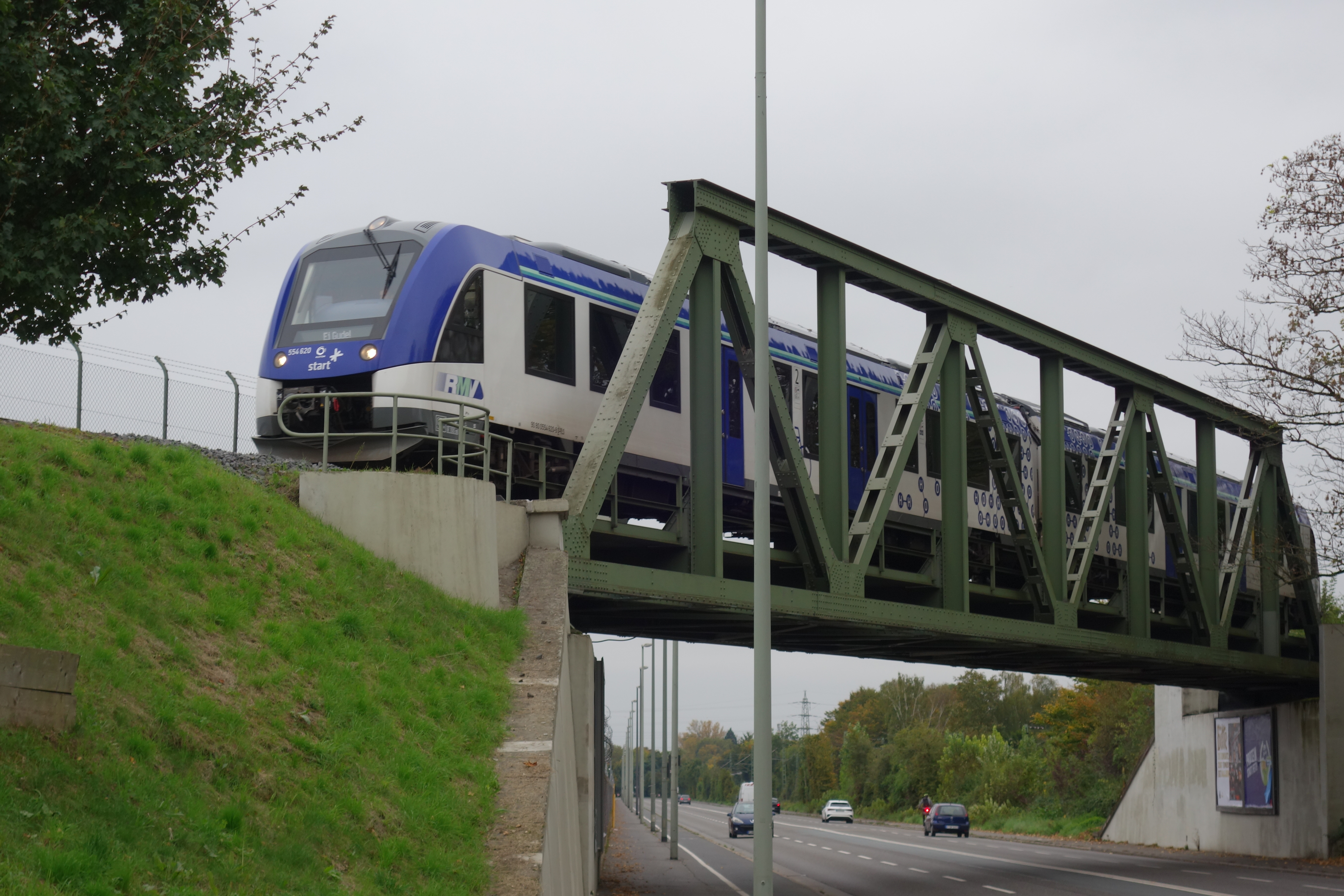
iLint-Triebwagen unterwegs zur Wasserstofftankstelle auf der Brücke zwischen Industriepark und Main-Lahn-Bahn über der Hoechster Farbenstraße

Aktuelle Infrastrukturprojekte sind ein 2022 in Betrieb genommenes Gefahrstofflager, eine Wasserstofftankstelle für Nahverkehrstriebwagen der Regionalverkehre Start Deutschland sowie der Ausbau und die Modernisierung der Energieinfrastruktur. Investitionsprojekte der 2010er Jahre waren der Bau eines Forschungs- und Entwicklungszentrums der Clariant sowie einer Chloralkali-Elektrolyse der Akzo Nobel (heute Nobian). In den 2000er Jahren wurden unter anderem ein Ersatzbrennstoff-Kraftwerk (Abfallverbrennungsanlage) errichtet und das Ticona-Werk, welches zuvor dem Ausbau des Frankfurter Flughafens weichen musste. Gegen den Bau des Ersatzbrennstoff-Kraftwerks setzte sich seit Anfang 2007 eine Bürgerinitiative Menschenrecht Gesunde Umwelt ein, die 6000 Unterschriften gegen das Projekt gesammelt hatte. In Höchst bestand bereits seit Ende der 1980er Jahre eine Bürgerinitiative von Kritikern des Industrieparks.
Zum Schutz der anliegenden Bevölkerung vor Störfällen wurden unter anderem Sirenen als Frühwarnungsinstrumente installiert. Gesprächskreise und Veranstaltungen, Fördermaßnahmen und eine eigene Website dienen dem Dialog zwischen Industrieparkfirmen und Anwohnern.
Zur Überwachung der Emissionen und der genehmigten Grenzwerte betreibt das Hessische Landesamt für Naturschutz, Umwelt und Geologie (HLNUG) zwei Luftmessstationen in unmittelbarer Nähe des Industrieparks. Während für die Station am Bahnhof Höchst (50° 6′ 10,5″ N, 8° 32′ 31,8″ O) eine teilweise bis 1979 zurückreichende ununterbrochene Messreihe vorliegt, wurde die Station Sindlingen (50° 4′ 40″ N, 8° 30′ 56″ O) 1998 abgebaut und erst am 1. Januar 2008 wieder neu installiert. Beide Stationen messen kontinuierlich neben meteorologischen Daten die Konzentration der Luftschadstoffe Schwefeldioxid, Kohlenmonoxid, Stickstoffmonoxid, Stickstoffdioxid, Ozon und Feinstaub. Die Station in Sindlingen erfasst auch Messwerte für Benzol, Toluol und m-/p-Xylol, die Station in Höchst für Methan und sonstige Kohlenwasserstoffe.

### Industrieschnee

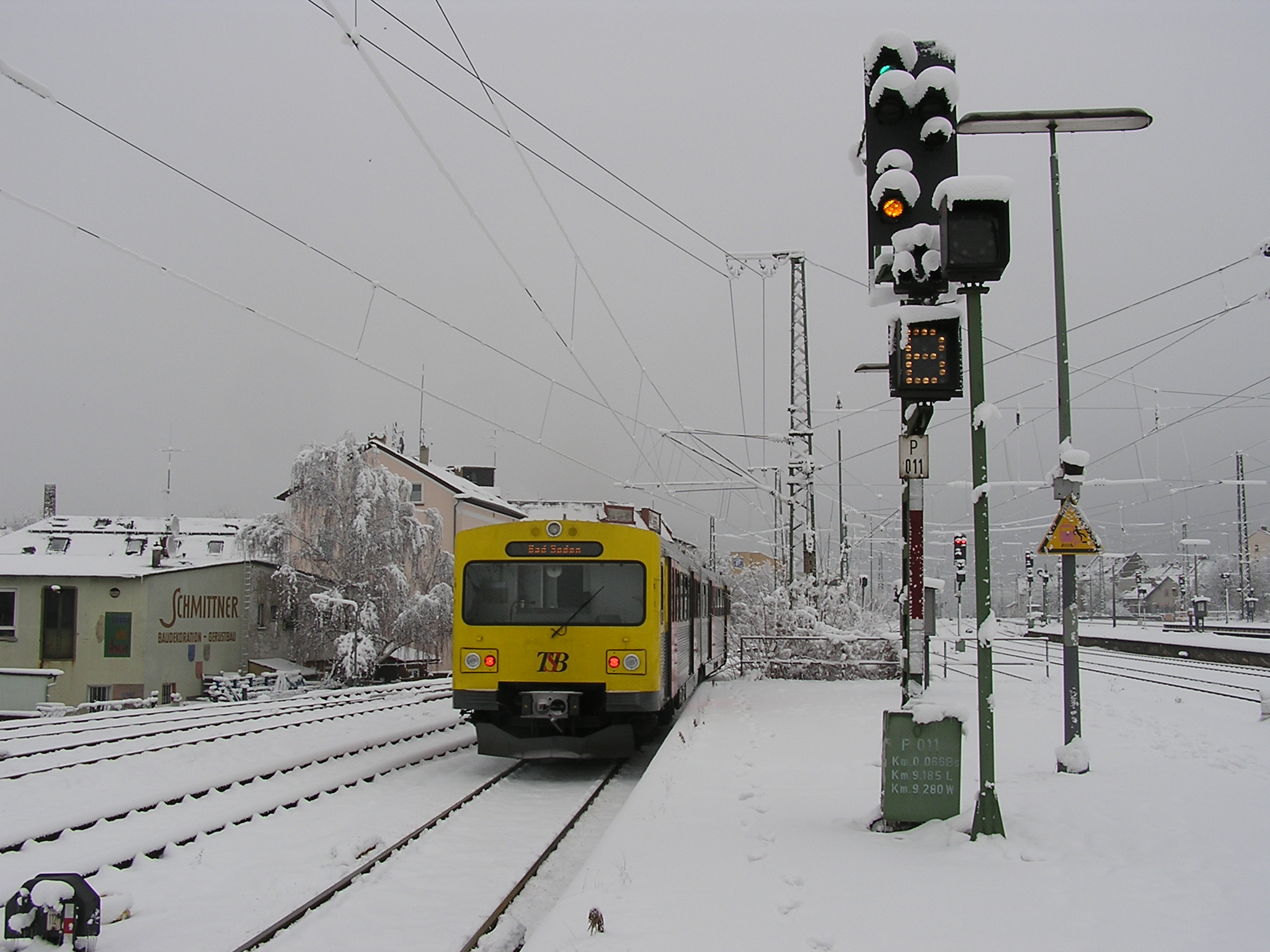
Industrieschnee im Bahnhof Höchst

Ein gelegentlich bei winterlichen Inversionswetterlagen auftretendes Phänomen ist der Industrieschnee, der durch die Wasserdampfemissionen des Kraftwerkes und der Kühltürme im Industriepark verursacht wird. Weihnachten 2007 fielen dadurch in den angrenzenden Stadtteilen bis zu 10 Zentimeter Schnee, während das übrige Rhein-Main-Gebiet schneefrei war.

### Gebäude
Das bekannteste Bauwerk des Werksgeländes ist das 1920 bis 1924 errichtete Technische Verwaltungsgebäude, nach seinem Architekten Peter Behrens auch als Behrensbau bezeichnet. Turm und Brücke des Bauwerks waren von 1947 bis 1997 das Firmenlogo der Hoechst AG.
Mehr als 70 Anlagen und Gebäude, aber auch eine Lärmschutzmauer an der Grenze zu Sindlingen, wurden seit 1986 durch den Künstler Friedrich-Ernst von Garnier farblich gestaltet.

## Verkehrsanbindung

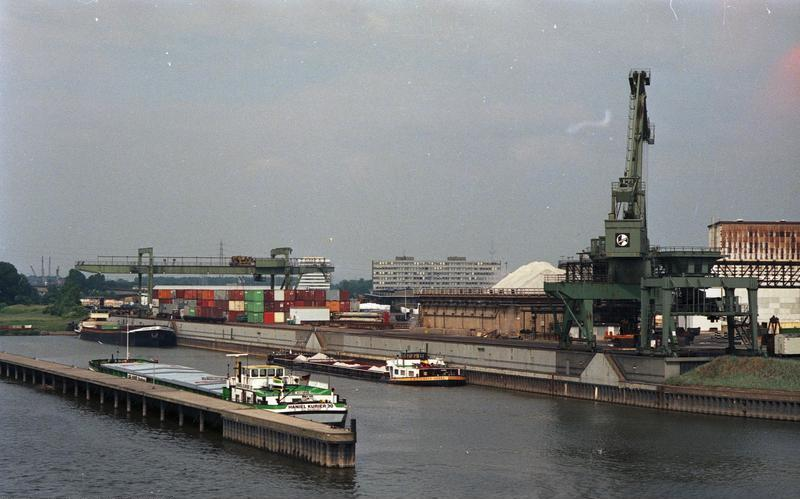
Hafen im Industriepark Höchst, 1988

Der Industriepark Höchst ist über alle Verkehrsträger angebunden:
- Im Süden des Industrieparks liegt der Kelsterbacher Knoten an der B 40a. Von hier aus sind die A3 am Flughafen Frankfurt Main und die A66 am Krifteler Dreieck direkt zu erreichen. Neben dem für den LKW-Verkehr genutzten Tor Süd gibt es vier weitere nur für PKWs und Zweiräder passierbare Tore. Das Straßennetz im Industriepark Höchst ist 72 Kilometer lang.
- Der Flughafen Frankfurt am Main liegt etwa sechs Kilometer südlich des Industrieparks.
- Der Gleisanschluss des Industrieparks zweigt westlich des Bahnhofs Höchst von der Bahnstrecke Frankfurt-Niedernhausen ab. Das interne Gleisnetz hat eine Länge von etwa 57 Kilometern. Der nächstgelegene Personenbahnhof ist der Bahnhof Frankfurt-Höchst Farbwerke am Tor Nord, der von den S-Bahn-Linien S1 und S2 angefahren wird.
- Der Industriepark Höchst verfügt über einen eigenen Binnenhafen. Am nördlichen Ufer befinden sich sechs Steiger zur Abfertigung von Tankschiffen. Zwischen mittlerer Werksbrücke und Leunabrücke erstreckt sich eine mehrere hundert Meter lange Kaimauer, an der ebenfalls Schiffe anlegen können. Hier wird hauptsächlich Kraftwerkskohle gelöscht. Auf der Südseite gibt es ein 450 Meter langes Hafenbecken, in dem mehrere Schiffe gleichzeitig liegen können. Es dient hauptsächlich der Anlieferung von Steinsalz sowie dem Containerumschlag für das Frankfurt Intermodal Terminal. Durch das Containerterminal werden die Verkehrsträger Wasser, Schiene und Straße „trimodal“ miteinander verknüpft. Der jährliche Güterumschlag liegt bei ca. 2 Millionen Tonnen, darunter 20000 Container.[1]
- Rohrleitungsnetze versorgen den Industriepark mit Erdgas und Ethylen und dienen zur Verteilung von Technischen Gasen, Druckluft, Dampf, Wasser, Kältemitteln sowie Vor- und Zwischenprodukten. Die Gesamtlänge der Leitungsnetze beträgt rund 800 Kilometer.

## Ansässige Unternehmen

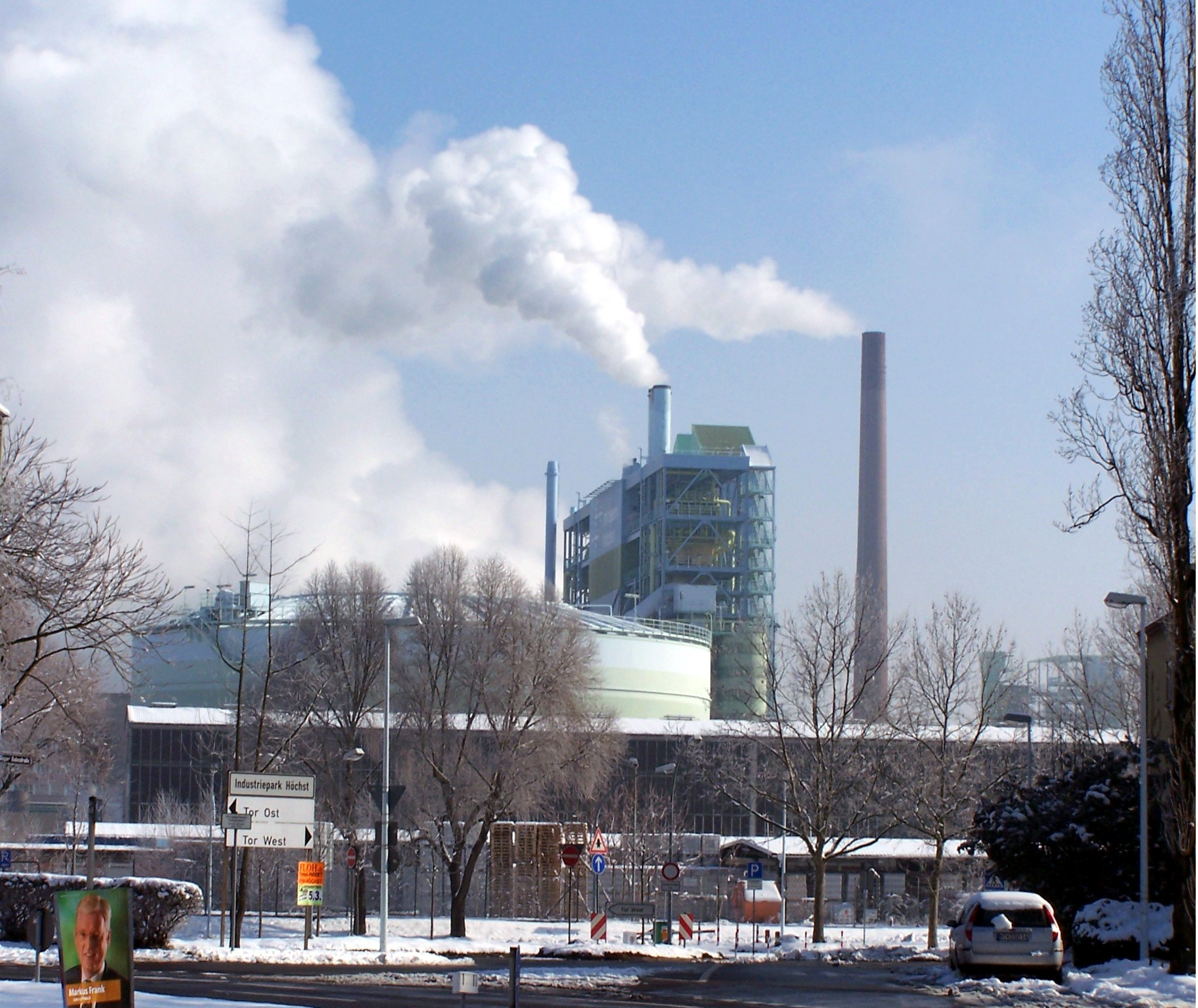
Industriepark am Tor West

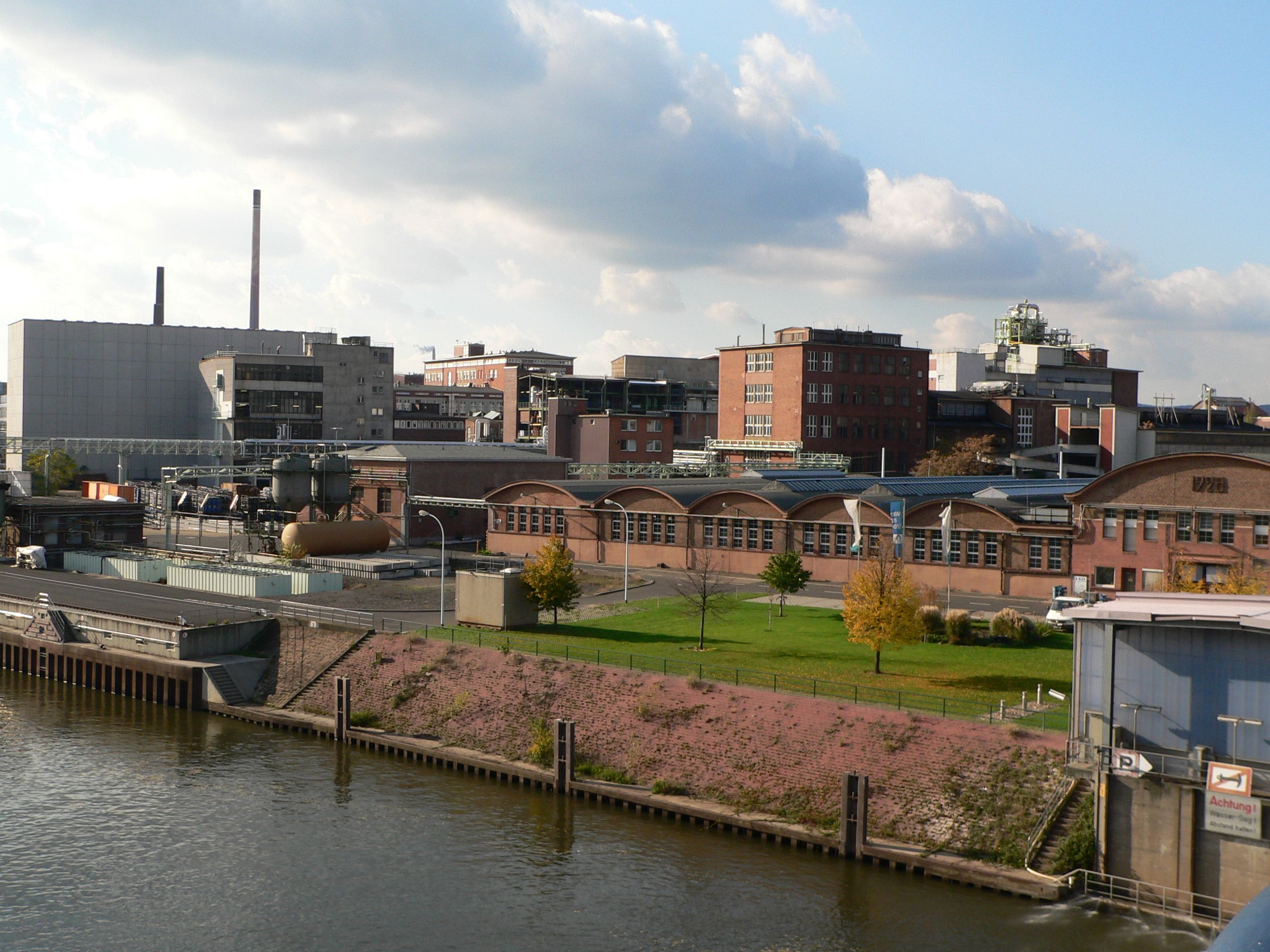
Blick von der Leunabrücke auf den Industriepark Höchst

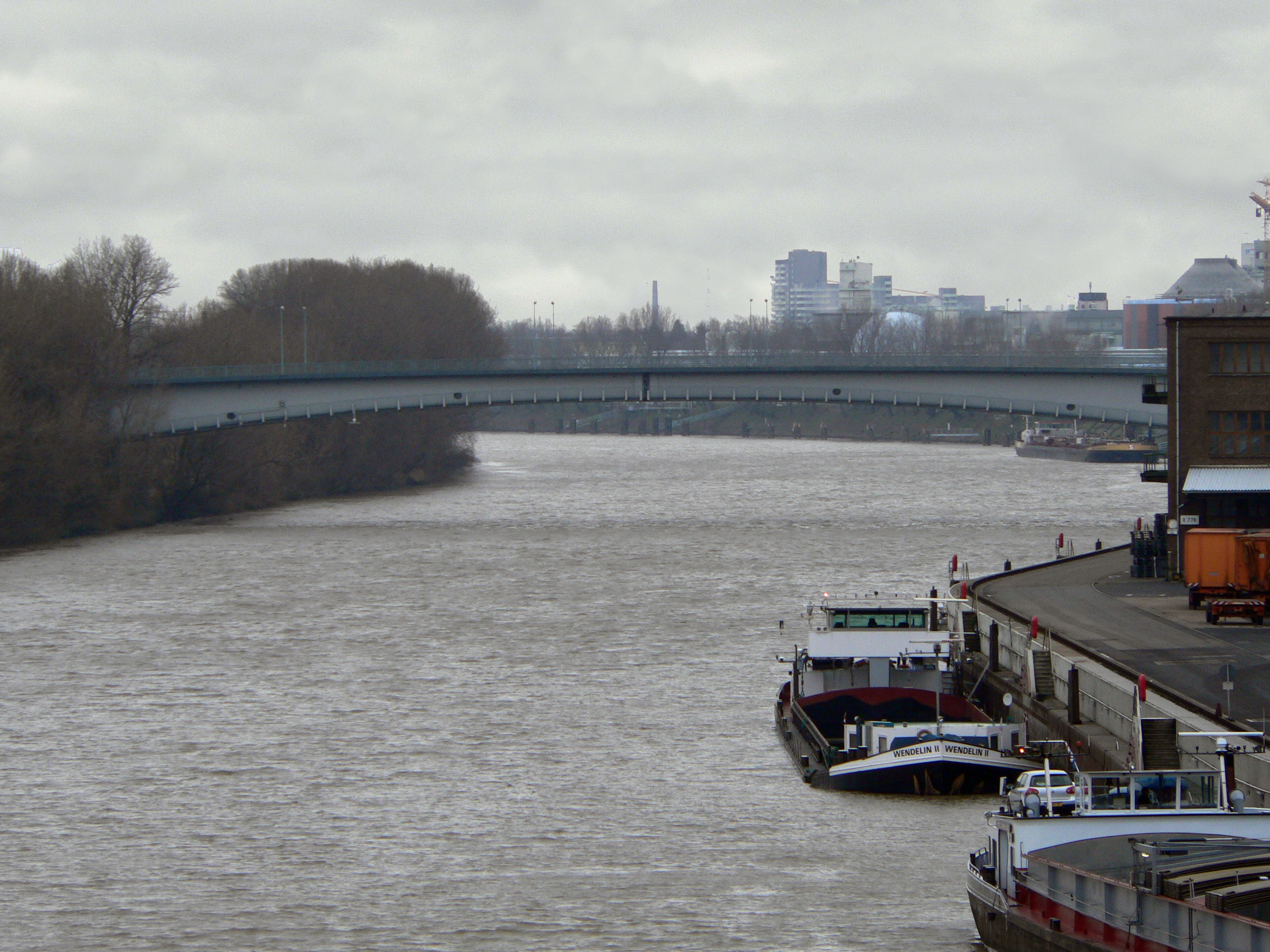
Werksbrücke Mitte

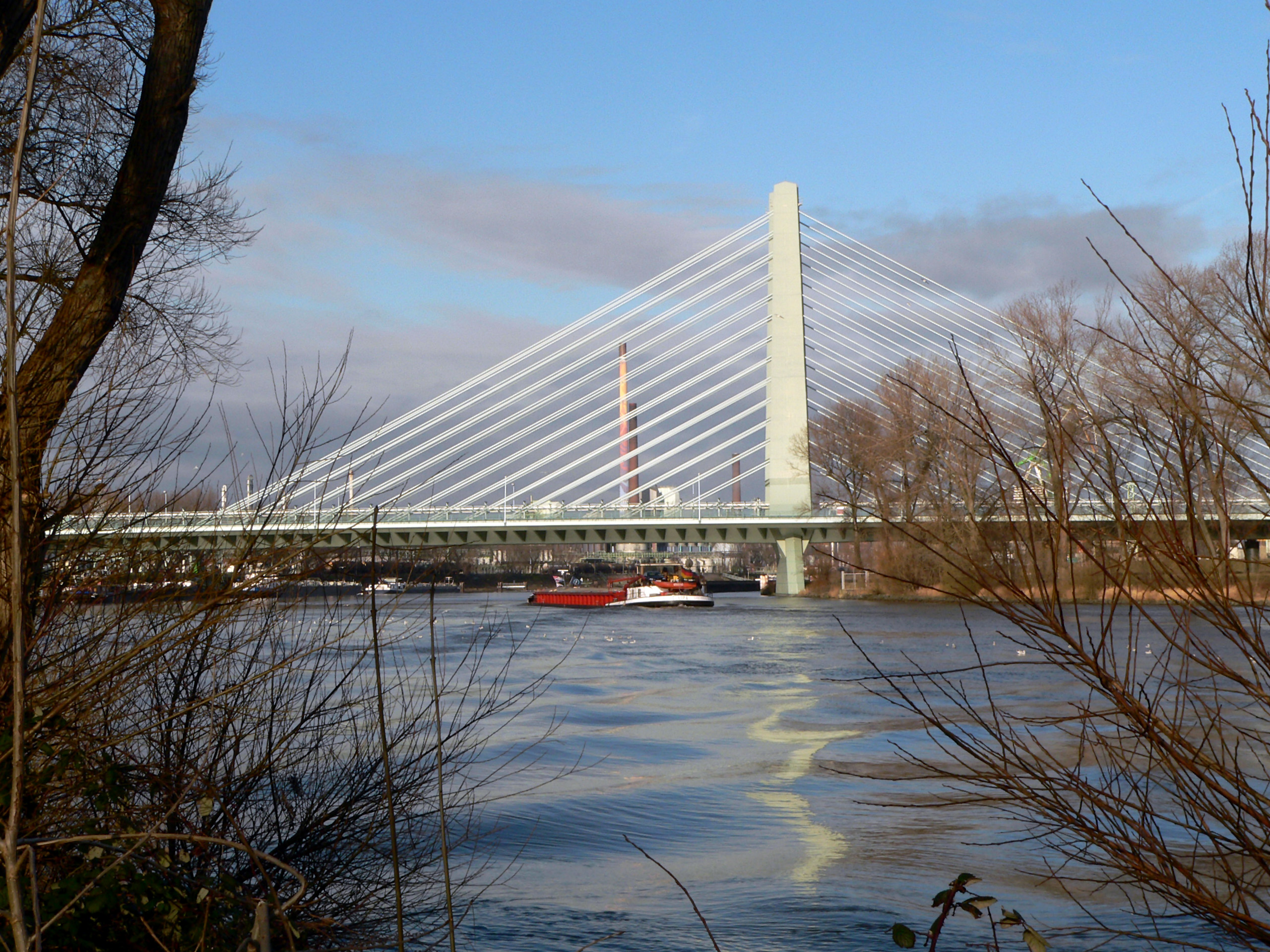
Werksbrücke West in Sindlingen

Über 90 Unternehmen vornehmlich aus den Bereichen Pharma, Chemie, Biotechnologie und Dienstleistungen haben sich hier angesiedelt. Im Industriepark Höchst befinden sich mehr als 120 Produktionsanlagen und etwa 800 Labor- und Bürogebäude. Zu den bekanntesten Unternehmen zählen:
- Air Liquide Deutschland GmbH (Industriegase)
- BASF SE (Pflanzenschutz, Digitale Landwirtschaft)
- Bayer CropScience AG (Pflanzenschutz)
- Beyer-Mietservice KG (Vermietung von Nutzfahrzeugen und Maschinen)
- BIS Industrieservice Mitte GmbH, BIS Prozesstechnik GmbH (Technische Dienstleistungen)
- Cabot Nanogel GmbH (Aerogel)
- Cargill GmbH (Biodiesel)
- Celanese Chemicals Europe GmbH (Basischemikalien und Acetatprodukte), Celanese Emulsions GmbH (Dispersionen)
- Contargo Industriepark Höchst GmbH (Betreiber des Containerterminals)
- Chemfidence Services GmbH & Co. KG (Beschaffungsdienstleistungen)
- Clariant Produkte (Deutschland) GmbH (Spezialitätenchemie)
- Daikin Refrigerants Europe GmbH (Organische und anorganische Fluorprodukte, Kältemittel)
- Degussa Bank GmbH (Bankdienstleistungen)
- DB Services Südwest GmbH (Poststellendienstleister)
- Eurest Deutschland GmbH (Gastronomie)
- Curia Germany GmbH  (Organisch-chemische Synthese, Herstellung von Feinchemikalien)
- Grillo-Werke AG (Anorganische Schwefel- und Zinkchemie)
- Infraserv Höchst (Industriedienstleistungen)
- Infraserv Logistics GmbH (Logistikdienstleistungen)
- Kuraray Europe GmbH (Polymerchemie)
- Basell Polyolefine GmbH (Kunststoffe)
- New England BioLabs GmbH (Biotechnologie)
- Provadis GmbH – Partner für Bildung und Beratung GmbH
- Sanofi-Aventis Deutschland GmbH (Pharma)
- Siemens AG (Verfahrenstechnik und Engineering)
- Italmatch Deutschland GmbH (Phosphorderivate)
- Würth-Gruppe Adolf Würth GmbH & Co. KG, UNI ELEKTRO Fachgroßhandel GmbH & Co. KG (Befestigungs- und Montagetechnik)

## Sonstiges
Der Industriepark Höchst ist für die Allgemeinheit nicht zugänglich. Besuche sind nur zu geschäftlichen Zwecken nach vorheriger Anmeldung möglich. 
Fotoaufnahmen sind im Industriepark Höchst grundsätzlich nicht gestattet.
Die Seveso-III-Richtlinie oder Störfall-Richtlinie der EU fordert unter anderem einen angemessenen Abstand von Industrieanlagen mit gefährdenden Stoffen zu Wohngebieten. Im März 2018 trafen die Stadt Frankfurt und die Chemiefirmen des Industrieparks dazu folgende Vereinbarung: Im Umkreis von 500 Metern, gemessen von den Zäunen des Industrieparks, wird es keine neuen Wohnbaugebiete geben. In einem Abstand von 500 bis rund 1000 Metern können Wohnungen gebaut werden, ohne dass Klagen der Unternehmen befürchtet werden müssen; dafür verpflichtet sich die Stadt Frankfurt aber zu besonderen Schutzmaßnahmen.